# Блошка крестоцветная синяя
Блошка крестоцветная синяя (лат. Phyllotreta nigripes) — вид листоедов (Chrysomelidae) из подсемейства козявок (Galerucinae).

## Описание
Взрослый жук в длину достигает 2—2,5 мм.

## Распространение
Встречается от западного палеарктического региона на восток до Афганистана.

## Экология и местообитания
И личинки и имаго этого вида питаются листьями капусты (Brassica) и некоторыми представителями резедовых (Resedaceae).